# Scooby-Doo és a virtuális vadászat
A Scooby-Doo és virtuális vadászat, a filmben hallható címén Scooby-Doo és a Cyber-hajsza (eredeti cím: Scooby-Doo and the Cyber Chase) 2001-ben bemutatott amerikai televíziós rajzfilm, amelynek a rendezője Jim Stenstrum, a producerei Davis Doi, Kathryn Page, Joseph Barbera és William Hanna, az írója Mark Turosz, a zeneszerzői Louis Febre és Richard Wolf. A film a Hanna-Barbera Productions és a Warner Bros. Animation gyártásában készült, a Warner Home Videoforgalmazásában jelent meg. Műfaját tekintve filmvígjáték.
Amerikában 2001. október 9-én mutatták be a DVD-n, Magyarországon pedig 2009. augusztus 10-én jelent meg, szintén DVD-n.

## Cselekmény
A történet szerint a Rejtély Rt. éppen a rejtélyes Fantomvírust próbálja meg elkapni, ám egyszer csak a csapat bekerül a virtuális világba. Egy videójátékba csöppennek, ami a saját kalandjaik alapján készült, és ahol 10 nehéz szint vár rájuk. A szintről szintre való lépkedés közben különböző történelmi korokon át utazik, miközben nem csak a Fantomvírus nehezít meg dolgukat, hanem a korábbi kalandjaikból visszatérő szörnyek is.

## Szereplők
| Szereplő     | Eredeti hang         | Magyar hang         |
| ------------ | -------------------- | ------------------- |
| Scooby       | Scott Innes          | Melis Gábor         |
| Scooby       | Scott Innes          | Melis Gábor         |
| Bozont       | Scott Innes          | Fekete Zoltán       |
| Bozont       | Scott Innes          | Fekete Zoltán       |
| Diána        | Grey DeLisle         | Hámori Eszter       |
| Diána        | Grey DeLisle         | Hámori Eszter       |
| Fred         | Frank Welker         | Bódy Gergely        |
| Fred         | Frank Welker         | Bódy Gergely        |
| Vilma        | B.J. Ward            | Madarász Éva        |
| Vilma        | B.J. Ward            | Madarász Éva        |
| Wembley      | Joe Alaskey          | Faragó András       |
| Eric         | Bob Bergen           | Molnár Levente      |
| Robert       | Tom Kane             | Kristóf Tibor       |
| Bill         | Mikey Kelley         | Ifj. Morassi László |
| Fantomvírus  | Gary Anthony Sturgis | Juhász György       |
| Zöld Szörny  | TBA                  | Bácskai János       |
| Mocsárszörny | TBA                  | Pálfai Péter        |